# أرزنق (غرمي)
أرزنق (بالإنجليزية: Arzanaq, Ardabil)‏ هي منطقة سكنية تقع في قسم بائين برزند الريفي (مقاطعة غرمي) في إيران. يقدر عدد سكانها بـ 188 نسمة .